# Hempstead (Holt, Norfolk)
Pour les articles homonymes, voir Hempstead.
Hempstead est un village et une paroisse civile du Norfolk, en Angleterre.